# 徳島県立西部テクノスクール
徳島県立 西部テクノスクール（とくしまけんりつ せいぶテクノスクール）は、徳島県美馬郡つるぎ町にある職業能力開発校。

## 沿革
- 1997年（平成9年）4月 - 開校。

## 訓練科
- 普通課程
  - 住宅建築科（訓練期間1年）
  - 電気工事科（訓練期間1年）
  - 車体整備士科（訓練期間2年）
- 短期課程
  - 設備施工科（訓練期間6ヶ月）

## 所在地等
- 〒779-4101 徳島県美馬郡つるぎ町貞光字東浦128-4
- 最寄り駅はJR貞光駅